# 納倫河
納倫河是中亞的河流，發源自吉爾吉斯天山山脈，往西流向烏茲別克的費爾干納盆地，最後在座標40°54′N 71°45′E / 40.900°N 71.750°E的地方與卡拉達里亞河匯流成錫爾河。納倫河全長807公里，每年平均流量13.7立方公里，河道沿途有不少用作水力發電的水庫。

## 参考文献

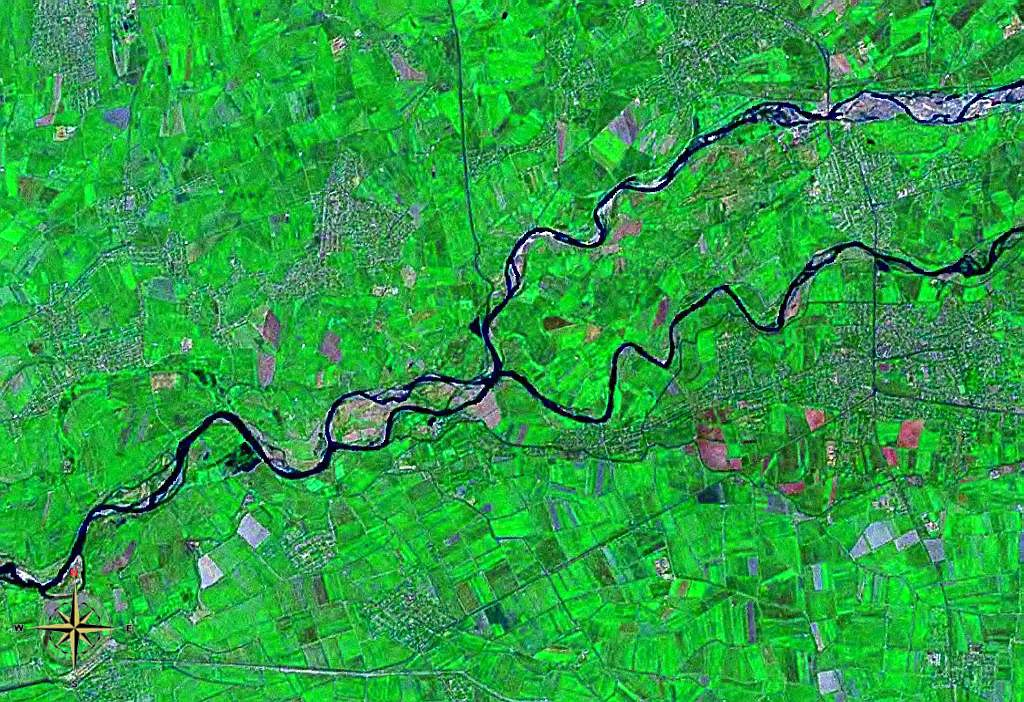
納倫河與卡拉達里亞河匯流

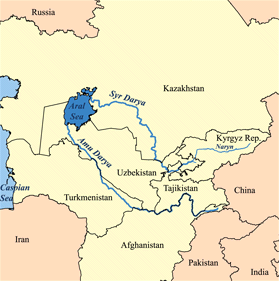
納倫河地圖